# Hurtigløb på skøjter under vinter-OL 2018 – Holdløb damer
Holdløb for damer består af 8 hold, med 3 skøjteløbere på hvert hold. Der konkurreres over 6 omgange, hvilket giver en distance på 2.400 meter. Hvert hold består af op til 4 skøjteløbere der frit kan anvendes til tremandsholdet i hver runde. Konkurrencen bliver afholdt 19. februar 2018.

## Konkurrencen
Konkurrencen blev afviklet den 19. februar 2018. Der blev startet med 4 kvartfinaler, hvor de bedste tider gik videre til semifinalerne. Det vil sige, at tabende hold i kvartfinalerne godt kunne gå videre, hvis deres tider var gode nok. Deltagelse i kvartfinalerne er baseret på en seedning ud fra nationernes opnåede resultater i World Cup 2017.  De to hold i kvartfinalerne med 5. og 6. bedste tider mødtes i C-finalen og kæmpede om 5. og 6. pladsen, mens de to dårligste tider mødtes i D-finalen og kæmpede om 7. og 8. pladsen. 

### Kvartfinaler
| Placering | Heat | Nation   | Navne                                                       | Tid     | Fortsættelse |
| --------- | ---- | -------- | ----------------------------------------------------------- | ------- | ------------ |
| 1         | 1    | Holland  | Antoinette de Jong Marrit Leenstra Ireen Wüst               | 2:55,61 | Semifinale 1 |
| 2         | 2    | Japan    | Ayano Sato Miho Takagi Nana Takagi                          | 2:56,09 | Semifinale 2 |
| 3         | 3    | Canada   | Ivanie Blondin Josie Morrison Isabelle Weidemann            | 2:59,02 | Semifinale 2 |
| 4         | 4    | USA      | Heather Bergsma Brittany Bowe Mia Manganello                | 2:59,75 | Semifinale 1 |
| 5         | 2    | Kina     | Han Mei Hao Jiachen Li Dan                                  | 3:00,01 | C-finalen    |
| 6         | 3    | Tyskland | Roxanne Dufter Gabriele Hirschbichler Claudia Pechstein     | 3:02,65 | C-finalen    |
| 7         | 1    | Sydkorea | Kim Bo-reum Noh Seon-yeong Park Ji-woo                      | 3:03,76 | D-finalen    |
| 8         | 4    | Polen    | Katarzyna Bachleda-Curuś Natalia Czerwonka Luiza Złotkowska | 3:04,80 | D-finalen    |

### Semifinaler

#### Semifinale 1
| Placering | Nation  | Navne                                            | Tid     | Fortsættelse |
| --------- | ------- | ------------------------------------------------ | ------- | ------------ |
| 1         | Holland | Antoinette de Jong Lotte van Beek Ireen Wüst     | 3:00,41 | A-finalen    |
| 2         | USA     | Heather Bergsma Mia Manganello Carlijn Schoutens | 3:07,28 | B-finalen    |

#### Semifinale 2
| Placering | Nation | Navne                                           | Tid     | Fortsættelse |
| --------- | ------ | ----------------------------------------------- | ------- | ------------ |
| 1         | Japan  | Ayaka Kikuchi Miho Takagi Nana Takagi           | 2:58,94 | A-finalen    |
| 2         | Canada | Ivanie Blondin Keri Morrison Isabelle Weidemann | 3:01,84 | B-finalen    |

### Finaler

#### D-Finale
| Placering | Nation   | Navne                                              | Tid     | Tidsdiff. |
| --------- | -------- | -------------------------------------------------- | ------- | --------- |
| 7         | Polen    | Karolina Bosiek Natalia Czerwonka Luiza Złotkowska | 3:03,11 | -         |
| 8         | Sydkorea | Kim Bo-reum Noh Seon-yeong Park Ji-woo             | 3:07,30 | +4,19     |

#### C-Finale
| Placering | Nation   | Navne                                                   | Tid     | Tidsdiff. |
| --------- | -------- | ------------------------------------------------------- | ------- | --------- |
| 5         | Kina     | Hao Jiachen Li Dan Liu Jing                             | 3:00,04 | -         |
| 6         | Tyskland | Roxanne Dufter Gabriele Hirschbichler Claudia Pechstein | 3:04,67 | +4,63     |

#### B-Finale
| Placering | Nation | Navne                                            | Tid     | Tidsdiff. |
| --------- | ------ | ------------------------------------------------ | ------- | --------- |
| 3         | USA    | Heather Bergsma Brittany Bowe Mia Manganello     | 2:59,27 | -         |
| 4         | Canada | Ivanie Blondin Josie Morrison Isabelle Weidemann | 2:59,72 | +0,45     |

#### A-Finale
| Placering | Nation  | Navne                                         | Tid     | Tidsdiff. |
| --------- | ------- | --------------------------------------------- | ------- | --------- |
| 1         | Japan   | Ayano Sato Miho Takagi Nana Takagi            | 2:53,89 | -         |
| 2         | Holland | Antoinette de Jong Marrit Leenstra Ireen Wüst | 2:55,48 | +1,59     |

## Medaljeoversigt
| Event         | Guld                                           | Sølv                                                        | Bronze                                                 |
| ------------- | ---------------------------------------------- | ----------------------------------------------------------- | ------------------------------------------------------ |
| Holdløb Damer | Japan · Ayano Sato · Miho Takagi · Nana Takagi | Holland · Antoinette de Jong · Marrit Leenstra · Ireen Wüst | USA · Heather Bergsma · Brittany Bowe · Mia Manganello |

## Eksterne Henvisninger
- Qualification Systems Arkiveret 22. december 2017 hos  Wayback Machine på isu.org
- Hurtigløb på skøjter Arkiveret 11. december 2017 hos  Wayback Machine på pyeongchang2018.com
- Speed Skating / Calendar of Events / Olympic Winter Games 2018 Arkiveret 8. marts 2017 hos  Wayback Machine på isu.org